# Ultimate Fighting Championship
Ultimate Fighting Championship (UFC) er verdens største Mixed Martial Arts organisation. Hovedsædet er i Las Vegas, USA.
UFC har afholdt over 700 stævner.

## Historie
Organisationen blev etableret i USA i 1993, og har hovedkontor i Las Vegas i staten Nevada, USA. Indtil 2001, hvor UFC blev opkøbt af selskabet Zuffa, som er ejet af Lorenzo Fertitta og Frank Fertitta og nuværende UFC præsident, Dana White, havde organisationen ikke formået at opnå til signifikant kendskab hverken i USA eller internationalt. I forbindelse med opkøbet af UFC blev netop Dana White indsat som præsident for selskabet, og det er under hans lederskab at UFC er blevet til en den multimilliard forretning, det nu er.

## Regler
UFC's kampe følger de 'Unified Rules of Mixed Martial Arts'. Regelsættet blev først etableret af New Jersey Athletic Control Board i 2000 i samarbejde med UFC. Den første UFC-begivenhed under de nye regler var UFC 28, afholdt før Zuffas overtagelse. De Unified Rules er siden blevet etableret som standarden indenfor MMA-verden, og benyttes også af mange af de andre største MMA-organisationer såsom PFL og Oktagon MMA.
UFC benytter sig af et 8-sidet bur, kaldet 'the Octagon' (Oversat: Ottekanten). Buret, der blev introduceret af UFC i 1993, var inspireret af gamle gladiatorarenaer, og var opfundet for bedre muliggøre brydning og grappling end hvad der var muligt i en traditionel boksering. I dag er det ottekantede bur standarden indenfor MMA, men nogle organisationer benytter stadig ringe som kampplads.

## Nuværende UFC-mestre
UFC består af en mandedivision med i alt otte vægtklasser fra fluevægt til sværvægt, samt en kvindedivision, som er sammensat af tre vægtklasser fra stråvægt til bantamvægt. Kamphistorik er formateret som 'Sejr-Tab-Uafgjort, No Contest'. De følgende lister er sidst opdateret d. 18. august 2025, efter UFC 319.

### Herrer
| Vægtklasse  | Øvre grænse       | Mester                | Kamphistorik | Siden                        | Titelforsvar |
| ----------- | ----------------- | --------------------- | ------------ | ---------------------------- | ------------ |
| Sværvægt    | 120,2 kg (265 lb) | Tom Aspinall          | 15-3-0       | 21. juni 2025 (Forfremmet)   | 0            |
| Letsværvægt | 93,0 kg (205 lb)  | Magomed Ankalaev      | 21-1-1, 1 NC | 8. marts 2023 (UFC 313)      | 0            |
| Mellemvægt  | 83,9 kg (185 lb)  | Khamzat Chimaev       | 15-0-0       | 16. august 2025 (UFC 319)    | 0            |
| Weltervægt  | 77,1 kg (170 lb)  | Jack Della Maddalena  | 18-2-0       | 10. maj 2025 (UFC 315)       | 0            |
| Letvægt     | 70,3 kg (155 lb)  | Ilia Topuria          | 17-0-0       | 28. juni 2025 (UFC 317)      | 0            |
| Fjervægt    | 65,8 kg (145 lb)  | Alexander Volkanovski | 27-4-0       | 12. april 2025 (UFC 314)     | 0            |
| Bantamvægt  | 61,2 kg (135 lb)  | Merab Dvalishvili     | 20-4-0       | 14. september 2024 (UFC 306) | 2            |
| Fluevægt    | 56,7 kg (125 lb)  | Alexandre Pantoja     | 30-5-0       | 8. juli 2023 (UFC 290)       | 4            |

### Kvinder
| Vægtklasse | Øvre grænse      | Mester               | Kamphistorik | Siden                        | Titelforsvar |
| ---------- | ---------------- | -------------------- | ------------ | ---------------------------- | ------------ |
| Bantamvægt | 61,2 kg (135 lb) | Kayla Harrison       | 19-1-0       | 7. juni, 2025 (UFC 316)      | 0            |
| Fluevægt   | 56,7 kg (125 lb) | Valentina Shevchenko | 25-4-1       | 14. september 2024 (UFC 306) | 1            |
| Stråvægt   | 52,2 kg (115 lb) | Zhang Weili          | 26-3-0       | 12. november 2022 (UFC 281)  | 3            |

## Profiler
UFC har i tidens løb fostret nogle profiler inden for MMA, og, som resultat af den omfattende mediedækning UFC har opnået via blandt andre TV-stationerne FOX og ESPN, er blevet verdensberømte og dermed har været i stand til at fremme sporten og ikke mindst organisationens indtjeningsgrundlag via tilskuere og de såkaldte pay per views under kampene i et hastigt tempo. Blandt de kæmpere som historisk har trukket flest live-tilskuere samt fjernsyns- og streamingseere er Conor McGregor, Khabib Nurmagomedov, Jon Jones, Anderson Silva, Ronda Rousy og Randy Couture.

### Conor McGregor
Irske Conor McGregor gjorde sin entré i UFC i 2014, hvor han på bemærkelsesværdig vis besejrede den ene modstander efter den anden i skikkelse af blandt andre højtrangerede kæmpere  fremtidige mestre som Dustin Poirier og Max Holloway. I juli, 2015 vandt McGregor mod Chad Mendes via knockout, og fik titlen som den midlertidige fjervægtsmester. Dette førte til, at han i gjorde sig fortjent til en titelkamp mod den daværende forsvarende fjervægtsmester, Jose Aldo. I december 2015 vandt McGregor titelkampen via knockout efter blot 13 sekunder. Det følgende år avancerede han videre til at kæmpe for letvægtsbæltet imod vægtklassens daværende mester, Eddie Alvarez. I denne kamp vandt McGregor også via knockout, hvilket gjorde ham til den første UFC-kæmper til at være mester i to vægtklasser på samme tid. Conor McGregor anses af UFC's præsident, Dana White, for at være organisationens største stjerne og trækplaster.

### Ronda Rousey
Ronda Rousey startede sin karriere inden for kampsport med judo og opnåede plads på det amerikanske olympiske hold ved olympiaden i Beijing i 2008, hvor hun opnåede en bronzemedalje i 70kg vægtklassen. I 2012 skrev Rousey kontrakt med UFC, som den første kvinde nogensinde, og hun dominerede fra start bantamvægtklassen. Hun forblev mester i den vægtklassen helt indtil 2015, hvor hun tabte titlen til den boksestærke amerikaner, Holly Holm. I kraft af at Ronda Rousey var den første kvindelige kæmper i UFC banede hun vejen for andre kvinder med ambitioner om at komme til tops inden for MMA. På trods af hun ikke længere er mester i UFC vedbliver hun ifølge Dana White med at være den største profil og tilskuer- og seermagnet på tværs af kvindernes vægtklasser.

## Største kamp (UFC 229)
Den 6. oktober 2018 mødtes den regerende letvægtsmester, russeren Khabib Nurmagomedov, og Conor McGregor, den organisationens tidligere fjervægt- og letvægtsmester, i oktagonen. Kampen, der var hovedkampen for UFC 229, var den bedst indtjenende kamp i UFC's historie målt på tilskuerindtægter med 20.034 live-tilskuere, og målt på pay -per-views med et ukendt antal over to millioner. Kampen blev dækket af sportsmedier verden over i et hidtil uset omfang, og selv dele af pressedækningen opnåede notabilitet via massiv metakommunikation på sociale medier, blogs og i andre fagmedier inden for MMA. Kampen blev vundet via submission i fjerde runde af Nurmagomedov, som dermed forblev mesteren i letvægtsdivisionen. Grundet uroligheder og slagsmål mellem McGregors og Nurmagomedovs trænerhold, som foregik umiddelbart efter kampen var slut, fik russeren ikke sit bælte på inde i oktagonen, hvilket der ellers er tradition for, og af den årsag blev der sået tvivl om Khabib Nurmagomedov ville forblive mester efter episoden. UFC bekræftede senere, at Nurmagomedov ville forblive letvægtsmester.